# Lindeberg-Bedingung
Die Lindeberg-Bedingung ist ein Begriff aus der Stochastik. Erfüllt eine Folge von stochastisch unabhängigen Zufallsvariablen diese Bedingung, so gilt für sie der  Zentrale Grenzwertsatz, auch wenn die Zufallsvariablen nicht zwingenderweise identisch verteilt sind. Allgemeiner lässt sich die Lindeberg-Bedingung auch für Schemata von Zufallsvariablen formulieren, hier ist dann sogar ein gewisses Maß an Abhängigkeit zwischen den Zufallsvariablen zulässig. Diese Formulierung spielt eine wichtige Rolle im zentralen Grenzwertsatz von Lindeberg-Feller, einer Verallgemeinerung des "gewöhnlichen" zentralen Grenzwertsatzes.
Die Lindeberg-Bedingung wurde nach dem finnischen Mathematiker Jarl Waldemar Lindeberg benannt. Eine weitere hinreichende Bedingung für den zentralen Grenzwertsatz ist die Ljapunow-Bedingung.

## Formulierung für Folgen von Zufallsvariablen
Seien {\displaystyle X_{1},X_{2},X_{3},\ldots } unabhängige, quadratisch integrierbare Zufallsvariablen mit {\displaystyle {\sigma _{n}}^{2}:={\mbox{Var}}(X_{n})>0} für alle {\displaystyle n\in \mathbb {N} } und seien
{\displaystyle s_{n}:={\sqrt {\sum _{k=1}^{n}{\sigma _{k}}^{2}}}\quad ,\quad \mu _{n}:={\mbox{E}}(X_{n})}.
Gilt dann die Lindeberg-Bedingung
{\displaystyle \forall \ \varepsilon >0:\quad \lim _{n\to \infty }\sum _{i=1}^{n}{\mbox{E}}\left({\frac {(X_{i}-\mu _{i})^{2}}{s_{n}^{2}}}\cdot 1_{\left\{|X_{i}-\mu _{i}|>\varepsilon s_{n}\right\}}\right)=\lim _{n\to \infty }{\frac {1}{s_{n}^{2}}}\sum _{i=1}^{n}\int _{\left\{|x-\mu _{i}|>\varepsilon s_{n}\right\}}(x-\mu _{i})^{2}P_{X_{i}}(dx)=0} ,
wobei {\displaystyle 1_{T}} die Indikatorfunktion bezeichnet, so genügt die Folge {\displaystyle (X_{i})_{i}} dem zentralen Grenzwertsatz, d. h. die Größe
{\displaystyle {\frac {1}{s_{n}}}\sum _{i=1}^{n}(X_{i}-\mu _{i})}
konvergiert in Verteilung für {\displaystyle n\to \infty } gegen eine standardnormalverteilte Zufallsgröße {\displaystyle Z\sim {\mathcal {N}}(0,1)}, sprich
{\displaystyle \forall \ z\in \mathbb {R} :\quad \lim _{n\rightarrow \infty }{\mbox{P}}\left({\frac {1}{s_{n}}}\sum _{i=1}^{n}(X_{i}-\mu _{i})\leq z\right)={\mbox{P}}(Z\leq z)=\Phi (z)} ,
wobei hier {\displaystyle \Phi } die Verteilungsfunktion der Standardnormalverteilung beschreibt.

## Umkehrung
Die Umkehrung des obigen Sachverhaltes gilt i. A. nicht. Hierfür ist eine zusätzliche Forderung an die Folge {\displaystyle X_{1},X_{2},\dots } notwendig:
Die unabhängige Folge {\displaystyle (X_{i})_{i}} quadratisch integrierbarer, reeller Zufallsvariablen mit {\displaystyle \sigma _{i}^{2}>0\ \forall i} genüge dem zentralen Grenzwertsatz und erfülle weiter die Feller-Lévy-Bedingung
{\displaystyle \lim _{n\to \infty }\left(\max _{j\in \{1,...,n\}}{\frac {\sigma _{j}}{s_{n}}}\right)=0} .
Dann erfüllt die Folge {\displaystyle (X_{i})_{i}} auch die Lindeberg-Bedingung.

## Formulierung für Schemata von Zufallsvariablen
Gegeben sei ein zentriertes Schema von Zufallsvariablen {\displaystyle (X_{n,l}),n\in \mathbb {N} ,l=1,\ldots ,k_{n}}, bei dem jede Zufallsvariable {\displaystyle X_{n,l}} quadratintegrierbar ist, und seien
{\displaystyle S_{n}:=\sum _{l=1}^{k_{n}}X_{n,l}}
die Summen über die zweiten Indizes. Das Schema erfüllt nun die Lindeberg-Bedingung, wenn für jedes {\displaystyle \varepsilon >0} gilt, dass
{\displaystyle \lim _{n\to \infty }{\frac {1}{\operatorname {Var} (S_{n})}}\sum _{l=1}^{k_{n}}\operatorname {E} \left(X_{n,l}^{2}\chi _{\{X_{n,l}^{2}>\varepsilon ^{2}\operatorname {Var} (S_{n})\}}\right)=0}
ist.

## Weblink
- Eric W. Weisstein: Lindeberg Condition. auf MathWorld.